# Resolució 1214 del Consell de Seguretat de les Nacions Unides
La Resolució 1214 del Consell de Seguretat de les Nacions Unides fou adoptada per unanimitat el 8 de desembre de 1998. Després de recordar les resolucions 1076 (1996) i 1193 (1998) relatives a l'Afganistan, el Consell va discutir el deteriorament de la situació política, militar i humanitària a Afganistan i va establir una unitat d'afers civils com a part de la Missió Especial de les Nacions Unides a l'Afganistan (UNSMA).
El Consell de Seguretat va expressar la seva preocupació per l'escalada del conflicte afganès a causa d'una ofensiva dels talibans, que provocava una amenaça per a la pau i la seguretat internacionals, la destrucció de la propietat i el desplaçament d'un gran nombre de persones i refugiats. També estava preocupat pel caràcter cada vegada més ètnic i religiós del conflicte, particularment contra els musulmans xiïtes. El Front Unit de l'Afganistan desitjava concloure un alto el foc amb els talibans, però hi havia violència contínua per ambdues parts. Qualsevol interferència externa al país havia de cessar immediatament.
El Consell continuava preocupat per la deterioració de la situació humanitària al país i recorda a totes les faccions afganeses de les seves obligacions en virtut de les Convencions de Ginebra. Hi havia preocupació per la presència de terroristes a les zones controlades pels talibans, narcotràfic i discriminació contra dones i nenes.
La resolució exigia que els talibans deixessin de lluitar, concloguessin un alto el foc i reprenguessin les negociacions sense condicions prèvies. Els talibans van ser convidats a informar a les Nacions Unides sobre els resultats en una investigació sobre la mort de dos membres del personal del Programa Mundial d'Aliments de les Nacions Unides i de l'Alt Comissionat de les Nacions Unides per als Refugiats a Jalalabad i de l'assessor militar de la UNSMA a Kabul. També va condemnar el segrest del Consolat General d'Iran, l'assassinat de diplomàtics iranians i d'un periodista a Mazar-i-Sharif.
El secretari general, Kofi Annan, va ser convidat a enviar una missió per investigar les denúncies de greus violacions de drets humans com massacres de presoners de guerra i civils, a més de la destrucció de llocs religiosos. Va encoratjar altres esforços diplomàtics com a part del procés de pau, incloent el grup "sis més dos" i la comunitat internacional. Finalment, es va instar a les faccions afganeses, especialment als talibans, a posar fi a la discriminació contra les dones i les nenes, respectar els drets humans, deixar de donar suport als terroristes i aturar les activitats il·legals de drogues. El Consell consideraria la imposició de noves mesures si els talibans continuaven desafiant les resolucions anteriors del Consell de Seguretat.